# Bronimira
Bronimira – słowiańskie imię żeńskie złożone z członów  Broni- ("bronić") i -mir ("pokój). Męski odpowiednik: Bronimir.
W 1994 roku imię to nosiły 2 kobiety w Polsce.